# Sistema de designación de aeronaves de la Armada de los Estados Unidos de 1922
Hasta 1962, la Armada de los Estados Unidos, el Cuerpo de Marines de los Estados Unidos y la Guardia Costera de los Estados Unidos usaron un sistema para designar sus aeronaves que hacía referencia al tipo de aeronave y su fabricante.

## El sistema
El sistema seguía el siguiente esquema:
(Misión)(Número de diseño)(Fabricante)-(Subtipo)(Modificación menor)
Por ejemplo, F4U-1A hace referencia a la primera modificación menor (A) del primer subtipo (1) del F4U, que era el cuarto diseño (4) de caza (F) del fabricante Chance-Vought (U)
Durante los primeros años después de que el sistema fuera introducido, la letra del fabricante y la letra de misión a veces intercambiaban su posición. Si era el primer diseño de un fabricante para una misión particular no se incluía el número de diseño (1).

## Códigos de letras
| Código | Tipo                                                                | Ejemplo        | Peridoo   |
| ------ | ------------------------------------------------------------------- | -------------- | --------- |
| A      | Attack (ataque)                                                     | AD             | 1946–1962 |
| A      | Ambulance (ambulancia)                                              | AE             | 1943–1962 |
| B      | Bomber (bombardero)                                                 | BG             | 1931–1946 |
| BD     | Bomber - Drone (bombardero no tripulado)                            | BDR            | 1944      |
| BF     | Bomber - Fighter (cazabombardero)                                   | BF2C           | 1934–1937 |
| BT     | Bomber - Torpedo (torpedero-bombardero)                             | BTD            | 1942–1945 |
| DS     | Drone - Antisubmarine (antisubmarino no tripulado)                  | DSN            | 1959–1962 |
| F      | Fighter (caza)                                                      | F2A            | 1922–1962 |
| G      | Aerial Refueling Tanker (avión cisterna)                            | GV-1           | 1958–1962 |
| G      | Glider (planeador)                                                  | RG (USCG)      | 1946–1962 |
| G      | Transport, Single Engined (avión de transporte monomotor)           | GK             | 1939–1941 |
| H      | Hospital (aeronave de atención médica)                              | HE             | 1929–1942 |
| H      | Air-Sea Rescue (rescate aire-mar)                                   | nunca asignado | 1946–1962 |
| HC     | Helicopter - Crane (helicóptero grúa)                               | HCH            | 1952–1955 |
| HJ     | Helicopter - Utility (helicóptero utilitario)                       | HJP            | 1944–1949 |
| HN     | Helicopter - Training (helicóptero de entrenamiento)                | HNS            | 1944–1948 |
| HO     | Helicopter - Observation (helicóptero de observación)               | HO4S           | 1944–1962 |
| HR     | Helicopter - Transport (helicóptero de transporte)                  | HRB            | 1944–1962 |
| HS     | Helicopter - anti-Submarine (helicóptero antisubarino)              | HSS            | 1951–1962 |
| HT     | Helicopter - Training (helicóptero de entrenamiento)                | HTK            | 1948–1962 |
| HU     | Helicopter - Utility (helicóptero utilitario)                       | HUP            | 1950–1962 |
| J      | Utility (utilitario)                                                | JB             | 1928–1955 |
| JR     | Utility transport (transporte utilitario)                           | JRM            | 1935–1955 |
| KD     | Drone (vehículo aéreo no tripulado)                                 | KDA            | 1945–1962 |
| LB     | Glider Bomb (bomba planeadora)                                      | LBD            | 1941–1945 |
| LN     | Glider - Trainer (planeador de entrenamiento)                       | LNE            | 1941–1945 |
| LR     | Glider - Transport (planeador de transporte)                        | LRW            | 1941–1945 |
| M      | Marine Expeditionary (aeronave expedicionaria de los marines)       | EM             | 1922–1923 |
| N      | Trainer (entrenador básico)                                         | N3N            | 1922–1946 |
| O      | Observation (observación)                                           | O2U            | 1922–1962 |
| OS     | Observation Scout (reconocimiento y observación)                    | OS2U           | 1935–1945 |
| P      | Patrol (patrulla)                                                   | PV             | 1922–1962 |
| PT     | Patrol Torpedo (torpedero de patrulla)                              | nunca asignado | 1922      |
| PB     | Patrol Bomber (bombardero de patrulla)                              | PBY            | 1935–1962 |
| PTB    | Patrol Torpedo Bomber (bombardero torpedero de patrulla)            | PTBH           | 1937–1938 |
| P      | Pursuit (búsqueda)                                                  | WP             | 1922–1923 |
| R      | Racer (avión de carreras)                                           | R2C            | 1922–1928 |
| R      | Transport (transporte)                                              | R4D            | 1931–1962 |
| RO     | Rotocycle (girodino)                                                | RON            | 1954–1959 |
| S      | Scout (reconocimiento)                                              | SC             | 1922–1946 |
| S      | anti-Submarine (antisubmarino)                                      | S2F            | 1946–1962 |
| SB     | Scout Bomber (bombardero en picado)                                 | SBD            | 1934–1946 |
| SN     | Scout Trainer (entrenador avanzado)                                 | SNJ            | 1939–1946 |
| SO     | Scout Observation (reconocimiento y observación)                    | SOC            | 1934–1946 |
| T      | Torpedo (torpedero)                                                 | DT             | 1922–1935 |
| T      | Transport (transporte)                                              | TA             | 1927–1930 |
| T      | Trainer (entrenador)                                                | T2J            | 1946–1962 |
| TB     | Torpedo Bomber (bombardero torpedero)                               | TBD            | 1935–1946 |
| TD     | Target Drone (blanco no tripulado)                                  | TDC            | 1942–1946 |
| TS     | Torpedo Scout (torpedero de reconocimiento)                         | TSF            | 1943–1946 |
| U      | Utility (utilitario)                                                | UF             | 1955–1962 |
| W      | airborne early Warning (alerta aérea temprana)                      | WF             | 1952–1962 |
| ZP     | Patrol Airship (dirigible de patrulla)                              | ZPG            | 1947–1962 |
| ZR     | Rigid Airship (dirigible rígido)                                    | ZR             | 1922–1935 |
| ZS     | Scout Airship (dirigible de reconocimiento)                         | ZS2G           | 1954–1962 |
| ZT     | Training Airship (dirigible de entrenamiento)                       | ZTG            | 1947–1962 |
| ZW     | airborne early Warning Airship (dirigible de alerta aérea temprana) | ZWG            | 1952–1962 |

| Código | Nombre                       | Ejemplo                 | Periodo               |
| ------ | ---------------------------- | ----------------------- | --------------------- |
| A      | Allied                       | XLRA                    | 1943                  |
| A      | Atlantic/General Aviation    | XFA-1                   | 1927–1932             |
| A      | Brewster                     | F2A                     | 1935–1943             |
| A      | Noorduyn                     | JA-1                    | 1946                  |
| B      | Bee line                     | BR-1                    | 1922                  |
| B      | Boeing                       | F2B                     | 1923–1962             |
| B      | Beechcraft                   | GB                      | 1937–1962             |
| B      | Budd                         | RB                      | 1942–1944             |
| BS     | Blackburn (UK)               | BST                     | 1922                  |
| C      | Curtiss and Curtiss-Wright   | R4C                     | 1922–1962             |
| C      | Culver                       | TDC                     | 1941–1946             |
| C      | Cessna                       | JRC                     | 1943–1951             |
| C      | de Havilland Canada          | UC                      | 1955–1962             |
| CH     | Caspar(Germany)              | CST                     | 1922                  |
| D      | Douglas                      | R2D                     | 1922–1962             |
| D      | McDonnell                    | FD                      | 1942–1946             |
| D      | Radioplane                   | TDD                     | 1943-1948             |
| D      | Frankfort                    | TD3D                    | 1945-1946             |
| DH     | de Havilland (UK)            | XDC-60                  | 1927–1931             |
| DW     | Dayton-Wright                | SDW                     | 1923                  |
| E      | Bellanca                     | XRE                     | 1931–1937             |
| E      | Cessna                       | OE                      | 1951–1962             |
| E      | Detroit                      | TE                      | 1928                  |
| E      | Edo                          | OSE                     | 1943–1962             |
| E      | Elias                        | EM                      | 1922–1924             |
| E      | Hiller                       | YROE                    | 1948–1962             |
| E      | Piper                        | AE-1                    | 1941–1945             |
| E      | Pratt-Read/Gould             | LNE                     | 1942–1945             |
| F      | Grumman                      | SF                      | 1931–1962             |
| F      | Fairchild-Canada             | SBF                     | 1942–1945             |
| F      | Fokker (Netherlands)         | FT                      | 1922                  |
| G      | A.G.A. (originally Pitcairn) | XLRG                    | 1941–1942             |
| G      | Eberhart                     | XF2G                    | 1927–1928             |
| G      | Gallaudet                    | not used                | 1922–1923             |
| G      | Globe                        | KDG                     | 1946–1959             |
| G      | Goodyear                     | F2G                     | 1942–1962             |
| G      | Great Lakes                  | BG                      | 1929–1935             |
| H      | Hall-Aluminum                | PH                      | 1928–1937             |
| HP     | Handley Page(UK)             | HPS                     | 1922–1923             |
| H      | Howard                       | GH                      | 1941–1944             |
| H      | Huff-Daland                  | HO                      | 1922–1927             |
| H      | McDonnell                    | F3H                     | 1946–1962             |
| H      | Snead                        | LRH                     | 1942                  |
| H      | Stearman-Hammond             | JH                      | 1937–1939             |
| J      | Berliner-Joyce               | OJ                      | 1929–1935             |
| J      | General Aviation             | PJ                      | 1935–1937             |
| J      | North American               | SNJ                     | 1937–1962             |
| JL     | Junkers-Larson               | JL                      | 1922                  |
| K      | Fairchild/Kreider-Reisner    | XR2K                    | 1935, 1937-1942       |
| K      | Kaiser-Fleetwings            | XBTK                    | 1948–1950             |
| K      | Kaman                        | HTK/HOK/HUK             | 1950–1962             |
| K      | Keystone                     | PK                      | 1927–1930             |
| K      | Kinner                       | XRK                     | 1935–1936             |
| K      | J. V. Martin                 | KF                      | 1922–1924             |
| K      | Nash-Kelvinator              | JRK                     | 1942                  |
| L      | Bell                         | XFL                     | 1939–1962             |
| L      | Columbia                     | XJL                     | 1944–1946             |
| L      | Langley                      | XNL                     | 1940                  |
| L      | Loening                      | OL                      | 1923–1933             |
| L      | L.W.F.                       | not used                | 1922                  |
| M      | Martin                       | JRM                     | 1922–1962             |
| M      | General Motors (Eastern)     | TBM                     | 1942–1945             |
| M      | McCulloch                    | HUM                     | 1951–1952             |
| N      | Gyrodyne Company             | DSN                     | 1960                  |
| N      | Naval Aircraft Factory       | N3N                     | 1922–1962             |
| O      | Lockheed                     | R2O                     | 1931–1942             |
| O      | Piper                        | UO                      | 1955–1962             |
| O      | Viking                       | OO                      | 1923–1941             |
| P      | Piasecki/P.V./Vertol         | HUP                     | 1946–1962             |
| P      | Piper                        | LNP                     | 1941–1945             |
| P      | Pitcairn                     | OP                      | 1931–1932             |
| P      | Spartan                      | NP                      | 1940–1941             |
| PL     | Parnall(UK)                  | PL?                     | 1922                  |
| Q      | Bristol                      | XLRQ                    | 1941–1943             |
| Q      | Fairchild                    | J2Q                     | 1928–1962             |
| Q      | Hall-Aluminum                | unkn. designation       | 1926                  |
| Q      | Stinson                      | XR3Q                    | 1934–1936             |
| R      | Aeronca                      | LNR                     | 1942–1946             |
| R      | American Aviation            | unk. designation        | 1942                  |
| R      | Brunswick                    | drone, unk. designation | 1942–1943             |
| R      | Ford                         | JR/RR                   | 1927–1932             |
| R      | Interstate                   | TDR                     | 1942–1945             |
| R      | Maxson                       | NR                      | 1939–1940             |
| R      | Radioplane                   | KD2R                    | 1940–1952             |
| R      | Ryan                         | FR                      | 1948–1962             |
| RO     | Meridionali Romeo (Italy)    | unk. designation        | 1933                  |
| S      | Aeromarine                   | AS                      | 1922                  |
| S      | Schweizer                    | LNS                     | 1941                  |
| S      | Sikorsky                     | JRS                     | 1928–1962             |
| S      | Sperry                       | Drone, unk. designation | 1950                  |
| S      | Stearman                     | N2S                     | 1934–1945             |
| S      | Stout                        | ST                      | 1922                  |
| S      | Supermarine                  | ST reserved, not used   | 1943                  |
| T      | New Standard                 | NT                      | 1930–1934             |
| T      | Northrop                     | F2T                     | 1933-1937 & 1944-1962 |
| T      | Taylorcraft                  | LBT                     | 1942–1946             |
| T      | Temco                        | KDT                     | 1955–1962             |
| T      | Thomas-Morse                 | R-5 maybe not used      | 1922                  |
| T      | Timm                         | N2T                     | 1941–1943             |
| U      | Chance-Vought                | F4U                     | 1922–1962             |
| V      | Canadian Vickers             | PBV                     | 1941–1945             |
| V      | Lockheed                     | P2V                     | 1942–1962             |
| V      | Vultee                       | SNV                     | 1943–1945             |
| VK     | Vickers                      | Viking unk. designation | 1923                  |
| W      | Canadian Car & Foundry       | SBW                     | 1942–1945             |
| W      | Waco                         | XJW                     | 1934–1945             |
| W      | Willys-Overland              | unk. designation        | 1948–1962             |
| W      | Wright                       | NW                      | 1922–1926             |
| X      | Cox-Klemin                   | XS                      | 1922–1924             |
| Y      | Consolidated                 | PBY                     | 1926–1954             |
| Y      | Stinson                      | OY                      | 1942–1950             |
| Y      | Convair                      | F2Y                     | 1954–1962             |
| Z      | Wilford/Pennsylvania         | XOZ                     | 1933–1934             |